# Rosa laevigata
La Rosa laevigata és una espècie del gènere Rosa i el subgènere Eurosa; originaria del sud de la Xina, Taiwan, Laos i el Vietnam. És una planta invasora als Estats Units d'Amèrica i és l'emblema floral de Geòrgia (EUA).

## Característiques
És un arbust enfiladís de fulla perenne. Les seves tiges sarmentoses presenten aculis. Les plantes poden enfilar-se per altres arbusts i arbres petits i elevar-se fins a altures de deu metres. Les fulles, de 3 a 10 cm de llarg, en general només tenen tres folíols tot i que de vegades en presenten cinc. Aquests folíols són llisos de color verd llustrós, brillant. Les seves flors presenten de 6 a 10 cm de diàmetre, amb pètals de color blanc i estams grocs; les flors són generalment molt oloroses. Les flors donen pas a un fruit cinorròdon de color vermell brillant i espinós, de 2 a 4 cm de diàmetre. Les tiges de les flors també són molt espinoses.